# Esqui estilo livre nos Jogos Olímpicos de Inverno de 2022
As competições de esqui estilo livre nos Jogos Olímpicos de Inverno de 2022 foram realizadas no Parque de Neve de Genting, em Zhangjiakou, Hebei e no Big Air Shougang, em Pequim, entre 3 e 19 de fevereiro. Um total de 13 eventos estiveram em disputa após o Comitê Olímpico Internacional aprovar em julho de 2018 a inclusão de mais três eventos com relação a 2018: big air masculino e feminino e aerials por equipes mistas.

## Programação
A seguir está a programação da competição para os dez eventos da modalidade.
Horário local (UTC+8).
| Data            | Horário     | Evento                               |
| --------------- | ----------- | ------------------------------------ |
| 3 de fevereiro  | 18:00       | Moguls feminino – qualificação       |
| 3 de fevereiro  | 19:45       | Moguls masculino – qualificação      |
| 5 de fevereiro  | 18:00 20:40 | Moguls masculino – finais            |
| 6 de fevereiro  | 18:00 20:40 | Moguls feminino – finais             |
| 7 de fevereiro  | 9:30        | Big air feminino – qualificação      |
| 7 de fevereiro  | 13:30       | Big air masculino – qualificação     |
| 8 de fevereiro  | 10:00       | Big air feminino – finais            |
| 9 de fevereiro  | 11:00       | Big air masculino – finais           |
| 10 de fevereiro | 19:00       | Aerials por equipes mistas – finais  |
| 13 de fevereiro | 10:00       | Slopestyle feminino – qualificação   |
| 13 de fevereiro | 19:00       | Aerials feminino – qualificação      |
| 14 de fevereiro | 9:30        | Slopestyle feminino – finais         |
| 14 de fevereiro | 12:30       | Slopestyle masculino – qualificação  |
| 14 de fevereiro | 19:00       | Aerials feminino – finais            |
| 15 de fevereiro | 9:30        | Slopestyle masculino – finais        |
| 15 de fevereiro | 19:00       | Aerials masculino – qualificação     |
| 16 de fevereiro | 19:00       | Aerials masculino – finais           |
| 17 de fevereiro | 9:30        | Halfpipe feminino – qualificação     |
| 17 de fevereiro | 11:30       | Ski cross feminino – posicionamento  |
| 17 de fevereiro | 12:30       | Halfpipe masculino – qualificação    |
| 17 de fevereiro | 14:00       | Ski cross feminino – finais          |
| 18 de fevereiro | 9:30        | Halfpipe feminino – finais           |
| 18 de fevereiro | 11:45       | Ski cross masculino – posicionamento |
| 18 de fevereiro | 14:00       | Ski cross masculino – finais         |
| 19 de fevereiro | 9:30        | Halfpipe masculino – finais          |

## Qualificação
Um máximo de 284 vagas estavam disponíveis para os esquiadores nos Jogos. Um máximo de 30 atletas poderiam ser inscritos por cada Comitê Olímpico Nacional, sendo até 16 homens ou 16 mulheres. Se um CON tivesse atletas qualificados o suficiente para entrar no evento de equipes mistas do aerials, poderia estender seu total para 32 atletas.

## Medalhistas
Masculino
| Evento              | Ouro                            | Prata                              | Bronze                           |
| ------------------- | ------------------------------- | ---------------------------------- | -------------------------------- |
| Aerials detalhes    | Qi Guangpu CHN China            | Oleksandr Abramenko UKR Ucrânia    | Ilya Burov ROC                   |
| Big air detalhes    | Birk Ruud NOR Noruega           | Colby Stevenson USA Estados Unidos | Henrik Harlaut SWE Suécia        |
| Halfpipe detalhes   | Nico Porteous NZL Nova Zelândia | David Wise USA Estados Unidos      | Alex Ferreira USA Estados Unidos |
| Moguls detalhes     | Walter Wallberg SWE Suécia      | Mikaël Kingsbury CAN Canadá        | Ikuma Horishima JPN Japão        |
| Slopestyle detalhes | Alex Hall USA Estados Unidos    | Nick Goepper USA Estados Unidos    | Jesper Tjäder SWE Suécia         |
| Ski cross detalhes  | Ryan Regez SUI Suíça            | Alex Fiva SUI Suíça                | Sergey Ridzik ROC                |

Feminino
| Evento              | Ouro                         | Prata                          | Bronze                        |
| ------------------- | ---------------------------- | ------------------------------ | ----------------------------- |
| Aerials detalhes    | Xu Mengtao CHN China         | Hanna Huskova BLR Bielorrússia | Megan Nick USA Estados Unidos |
| Big air detalhes    | Gu Ailing CHN China          | Tess Ledeux FRA França         | Mathilde Gremaud SUI Suíça    |
| Halfpipe detalhes   | Gu Ailing CHN China          | Cassie Sharpe CAN Canadá       | Rachael Karker CAN Canadá     |
| Moguls detalhes     | Jakara Anthony AUS Austrália | Jaelin Kauf USA Estados Unidos | Anastasia Smirnova ROC        |
| Slopestyle detalhes | Mathilde Gremaud SUI Suíça   | Gu Ailing CHN China            | Kelly Sildaru EST Estônia     |
| Ski cross detalhes  | Sandra Näslund SWE Suécia    | Marielle Thompson CAN Canadá   | Daniela Maier GER Alemanha    |

Misto
| Evento           | Ouro                                                                     | Prata                                        | Bronze                                                |
| ---------------- | ------------------------------------------------------------------------ | -------------------------------------------- | ----------------------------------------------------- |
| Aerials detalhes | Ashley Caldwell Christopher Lillis Justin Schoenefeld USA Estados Unidos | Xu Mengtao Jia Zongyang Qi Guangpu CHN China | Marion Thénault Miha Fontaine Lewis Irving CAN Canadá |

## Quadro de medalhas
| Ordem | País               | Medalha de ouro | Medalha de prata | Medalha de bronze |    | Ordem por total |
| ----- | ------------------ | --------------- | ---------------- | ----------------- | -- | --------------- |
| 1     | CHN China          | 4               | 2                |                   | 6  | 2               |
| 2     | USA Estados Unidos | 2               | 4                | 2                 | 8  | 1               |
| 3     | SUI Suíça          | 2               | 1                | 1                 | 4  | 4               |
| 4     | SWE Suécia         | 2               |                  | 2                 | 4  | 4               |
| 5     | AUS Austrália      | 1               |                  |                   | 1  | 7               |
|       | NOR Noruega        | 1               |                  |                   | 1  | 7               |
|       | NZL Nova Zelândia  | 1               |                  |                   | 1  | 7               |
| 8     | CAN Canadá         |                 | 3                | 2                 | 5  | 3               |
| 9     | BLR Bielorrússia   |                 | 1                |                   | 1  | 7               |
|       | FRA França         |                 | 1                |                   | 1  | 7               |
|       | UKR Ucrânia        |                 | 1                |                   | 1  | 7               |
| 12    | ROC                |                 |                  | 3                 | 3  | 6               |
| 13    | EST Estônia        |                 |                  | 1                 | 1  | 7               |
|       | GER Alemanha       |                 |                  | 1                 | 1  | 7               |
|       | JPN Japão          |                 |                  | 1                 | 1  | 7               |
| TOTAL | TOTAL              | 13              | 13               | 13                | 39 | —               |